# 야마우치 이즈미
야마유치 이즈미(일본어: 山内 泉, やまうち いずみ)는 일본의 언론인이며 NHK 소속의 여성 아나운서이다.
야마우치 이즈미는 정확한 생년월일이 나타나 있지 않지만 일본 아이치현에서 출생한 뒤 도쿄도에서 자랐다. 게이오기주쿠 대학 경제학부 졸업후에 2017년 4월에 NHK 입사를 했다. 입사동기로는 모리타 마리에, 호리 나호코이다. 그녀는 첫 부임지인 NHK 가나자와 방송국에서 2017년 입사부터 2020년 3월까지 있다가 2021년 4월에 봄 개편에 따라 지금의 도쿄도에 NHK 방송 센터 아나운서실로 이동해 지금도 활동하고 있다.